# Nebria djakonovi
Nebria djakonovi (лат.) — вид жуков-жужелиц из подсемейства плотинников. Распространён на юге Сихотэ-Алинь (кроме Ливадийского хребта). Длина тела имаго 10,5—12,7 мм. На надкрыльях за плечевыми зубчиками сразу же постепенно расширяются, без выемки, с зеленоватым оттенком.